# Поліен
Поліє́н (лат. Polyaenus, дав.-гр. Πoλύαινoς; ? — після 163 року) — військовий письменник та теоретик часів Римської імперії за імператорів Антоніна Пія та Марка Аврелія. Народився в Македонії. Замолоду перебрався до Риму. Тут отримав посаду у суді, де займався представленням справ перед імператором. Про його життя відомо замало.

## Творчість
Усі свої праці Полієн писав грецькою мовою. Є автором твору «Στρατηγηματα» («Стратегеми» або «Військові хитрощі»). Її Полієн присвятив імператорам Марку Аврелію та Луцію Веру приблизно у 163 році, коли вони були збиралися на війну з Парфією. За словами письменника, в той час він був занадто старий, щоб супроводжувати імператорів у поході.
Збірка складається з 8 книг, з яких 6 описують діяння греків, 7-а — варварів і тільки 8 книга присвячена римлянам і жінкам різних народів. З 900 стратегем, або військових хитрощів, до нас дійшли 833. Стратегеми містять велику кількість анекдотів щодо відомих історичних особистостей, відображаючи в той же час історичні факти. Історична цінність анекдотів певною мірою ослаблена тим, що Полієн не згадує, звідки він взяв той чи інший епізод. Його як автора цікавило в першу чергу прикладне значення військових хитрощів. Питання історії, так само як і герої його твору, відступали на другий план (водночас він надає особливо цікаві відомості стосовно історії азійських народів). У візантійський час існували конспекти праці Полієн, але сам він практично не цитувався візантійськими авторами.
Полієн також написав низку інших робіт, які до сьогодні не збереглися. Відомі назви декількох: «На Фіви», «Тактика» у 3 книгах (Τακτικά), «Про Македонію»,  є згадка про роботу з права «Для Сінедріони» (інформація про судові засідання). Полієн також згадує про свій намір написати працю про дії імператорів Марка Аврелія та Луція Вера.